# L'Scooby-Doo i l'espasa del samurai
L'Scooby-Doo i l'espasa del samurai (títol original en anglès, Scooby-Doo! and the Samurai Sword) és una pel·lícula animada d'arts marcials de misteri còmic de 2009, així com la tretzena entrada d'una sèrie de pel·lícules d'animació distribuïdes directament a vídeo basades en la franquícia d'Scooby-Doo. Als Estats Units, el DVD va vendre més de 163.890 unitats en la seva primera setmana i, el gener de 2014, se n'havien venut aproximadament més de 524.725. S'ha doblat al català.
Aquesta és l'última pel·lícula d'Scooby-Doo directe a vídeo que utilitza l'estil visual d'art i llamps més brillants aplicat a la sèrie de televisió Què hi ha, Scooby-Doo?, que la converteix en l'última producció relacionada amb aquesta sèrie. També va ser l'última producció d'Scooby-Doo que va presentar Casey Kasem com a veu en anglès d'en Shaggy abans de la seva retirada oficial com a personatge el 2010 i la seva mort el 2014.